# Jack Keane
Jack Keane est un jeu vidéo d'aventure en pointer-et-cliquer développé par Deck13 Interactive, sorti en 2007 sur Windows, Mac et Linux. Il a pour suite Jack Keane 2: The Fire Within.

## Accueil
- Adventure Gamers : 3,5/5[1]
- Gamekult : 6/10[2]
- Jeuxvideo.com : 16/20[3]